# Comastoma disepalum
Comastoma disepalum là một loài thực vật có hoa trong họ Long đởm. Loài này được H.W.Li ex T.N.Ho mô tả khoa học đầu tiên năm 1982.